# 建義 (北魏)
建義（けんぎ）は、南北朝時代の北魏において、孝荘帝の治世に使用された元号。528年4月 - 9月。

## 西暦・干支との対照表
| 建義 | 元年  |
| 西暦 | 528年 |
| 干支 | 戊申  |